# ACN Siena 1904 2021-2022
Questa voce raccoglie le informazioni riguardanti l'ACN Siena 1904 nelle competizioni ufficiali della stagione 2021-2022.

## Stagione
Nella stagione 2021-2022 il neopromosso Siena disputa il girone B del campionato di Serie C, vi raccoglie 44 punti con il tredicesimo posto finale. Cambia tre tecnici nel corso della stagione, senza riuscire a raggiungere l'obiettivo di disputare i Play-off, persi per solo due punti. Nella Coppa Italia di Serie C il Siena supera il primo turno, pareggiando (1-1) con la Fermana e poi vincendo la lotteria dei calci di rigore (3-1), mentre nel secondo turno esce dal torneo perdendo (1-0) a Teramo. Nella Coppa Italia di Serie C la squadra bianconera supera nel primo turno la Fermana (3-1) dopo i calci di rigore, poi nel secondo turno è stata eliminata (1-0) dal Teramo.

## Divise e sponsor
Per la stagione 2021-2022 Mizuno lascia spazio a Gems, tramite l'intermediario Linea Oro Sport, che era già stato fornitore tecnico del Siena tra il 2005 e il 2007 appoggiandosi al marchio Mass.
La prima maglia presenta uno dei motivi "classici" del calcio senese: torso inquartato di bianco e nero con maniche di tinta opposta (in raccordo coi riquadri), dorso con più ampi inserti bianchi per accogliere le personalizzazioni, scritte in nero oppure in oro. Pantaloncini e calzettoni sono bianchi oppure neri.
La seconda maglia è beige, con richiami ai colori sociali sul girocollo e in tre striscette (due nere e una bianca) che creano un "palo" decentrato intersecante lo stemma; i risvolti delle maniche sono rispettivamente bianco e nero. Beige sono altresì i calzoncini, mentre le calze sono bianche o nere.
La terza divisa comprende una maglia azzurra con inserti bianchi e neri sul girocollo e sulle maniche (stretti verso le spalle e che si allargano verso i risvolti, con un profilo ricurvo); sul torso è impresso in inchiostro sublimatico il disegno della parte sinistra dello stemma sociale (la stilizzazione della Torre del Mangia e la dicitura Siena). Azzurri sono anche i calzoncini, mentre le calze sono bianche o nere.
Vi è poi una quarta divisa, indossata unicamente il 27 novembre 2021 nella partita contro il Grosseto per celebrare i 117 anni dalla fondazione della Società Studio e Divertimento: bianca con una larga fascia nera sul torso, entro cui s'inscrive la dicitura Robur. Sul petto campeggia uno degli stemmi storici, lo scudo col manubrio pesistico retto da una mano, mentre sulle maniche vi è l'epigrafe Robur Società Sportiva Siena. Calzoncini e calzettoni sono neri. Tale maglia (prodotta in soli 56 esemplari numerati) non ha però alcuna connotazione storica per quanto concerne il calcio, ispirandosi invece alle divise adottate dalla sezione ciclistica della Robur ai primi del XX secolo.
Sul dorso delle divise campeggia il marchio Caffè Scudieri, sui calzoncini è impresso Infinet, mentre sul torso non vi è alcuno sponsor.
| 1ª divisa | 2ª divisa | 3ª divisa | 117 anni |

## Rosa
| N. |                     | Ruolo | Calciatore            |
| -- | ------------------- | ----- | --------------------- |
| 1  | Italia (bandiera)   | P     | Ivan Lanni            |
| 3  | Italia (bandiera)   | D     | Leonardo Terigi       |
| 4  | Italia (bandiera)   | C     | Alberto Acquadro      |
| 4  | Moldavia (bandiera) | D     | Daniel Dumbrăvanu     |
| 5  | Romania (bandiera)  | D     | Ricardo Farcaş        |
| 6  | Italia (bandiera)   | D     | Diego Conson          |
| 6  | Malta (bandiera)    | C     | Matthew Guillaumier   |
| 7  | Italia (bandiera)   | C     | Francesco Disanto     |
| 8  | Italia (bandiera)   | C     | Salvatore Pezzella    |
| 9  | Uruguay (bandiera)  | A     | Ignacio Lores Varela  |
| 9  | Italia (bandiera)   | A     | Michael Fabbro        |
| 10 | Italia (bandiera)   | A     | Giuseppe Caccavallo   |
| 11 | Islanda (bandiera)  | A     | Óttar Magnús Karlsson |
| 12 | Italia (bandiera)   | P     | Federico Mataloni     |
| 13 | Italia (bandiera)   | D     | Luca Milesi           |
| 13 | Italia (bandiera)   | D     | Luca Crescenzi        |
| 14 | Italia (bandiera)   | C     | Cristiano Bani        |
| 15 | Spagna (bandiera)   | C     | Tòfol Montiel         |
| 16 | Italia (bandiera)   | D     | Lorenzo Zaccone       |
| 17 | Italia (bandiera)   | C     | Stefano Guberti       |
| 18 | Italia (bandiera)   | C     | Vincenzo Gatto        |

| N. |                         | Ruolo | Calciatore             |
| -- | ----------------------- | ----- | ---------------------- |
| 19 | Italia (bandiera)       | D     | Claudio Terzi          |
| 20 | Italia (bandiera)       | D     | Christian Mora         |
| 21 | Italia (bandiera)       | C     | Cassio Cardoselli      |
| 22 | Italia (bandiera)       | P     | Mattia Marocco         |
| 22 | Italia (bandiera)       | P     | Paolo Bastianello      |
| 23 | Italia (bandiera)       | C     | Niccolò Marcellusi     |
| 24 | Italia (bandiera)       | C     | Tommaso Bianchi        |
| 26 | Italia (bandiera)       | D     | Andrea Morosi          |
| 27 | Italia (bandiera)       | C     | Marco Meli             |
| 28 | Italia (bandiera)       | A     | Lorenzo Peresin        |
| 29 | Italia (bandiera)       | D     | Matteo Darini          |
| 32 | Italia (bandiera)       | A     | Giordano Conti         |
| 32 | Italia (bandiera)       | A     | Matteo Ardemagni       |
| 33 | Italia (bandiera)       | D     | Alessandro Favalli     |
| 42 | Burkina Faso (bandiera) | C     | Abdoul Aziz Sare       |
| 44 | Camerun (bandiera)      | C     | Steeve-Mike Eyango     |
| 50 | Italia (bandiera)       | D     | Francesco De Francesco |
| 68 | Algeria (bandiera)      | A     | Heythem Kerbache       |
| 89 | Italia (bandiera)       | D     | Lorenzo Laverone       |
| 97 | Italia (bandiera)       | C     | Alessio Amoruso        |
| 99 | Italia (bandiera)       | A     | Alberto Paloschi       |

## Calciomercato

### Sessione estiva(dal 01/07 al 31/08)
| Acquisti | Acquisti              | Acquisti              | Acquisti   |
| R.       | Nome                  | da                    | Modalità   |
| -------- | --------------------- | --------------------- | ---------- |
| P        | Ivan Lanni            | Novara                | svincolato |
| P        | Federico Mataloni     | Affrico               | prestito   |
| P        | Mattia Marocco        | Lazio                 | prestito   |
| D        | Diego Conson          | Potenza               | svincolato |
| D        | Matteo Darini         | Perugia               | svincolato |
| D        | Alessandro Favalli    | Perugia               | svincolato |
| D        | Massimiliano Mignogna | Crotone               | prestito   |
| D        | Luca Milesi           | Modena                | svincolato |
| D        | Christian Mora        | Atalanta              | prestito   |
| D        | Claudio Terzi         |                       | svincolato |
| D        | Lorenzo Zaccone       | Genoa                 | prestito   |
| C        | Alberto Acquadro      | S.N. Notaresco        | svincolato |
| C        | Alessio Amoruso       | Fasano                | svincolato |
| C        | Tommaso Bianchi       | Novara                | svincolato |
| C        | Cassio Cardoselli     | Virtus Entella        | prestito   |
| C        | Vincenzo Gatto        | Trento                | svincolato |
| C        | Nicolò Marcellusi     | Carpi                 | svincolato |
| C        | Marco Meli            | Fiorentina            | svincolato |
| C        | Salvatore Pezzella    | Roma                  | prestito   |
| A        | Giordano Conti        | Genoa                 | prestito   |
| A        | Francesco Disanto     | San Donato Tavarnelle | svincolato |
| A        | Óttar Magnús Karlsson | Venezia               | prestito   |
| A        | Ignacio Lores Varela  | Nacional              | svincolato |
| A        | Tòfol Montiel         | Fiorentina            | prestito   |
| A        | Alberto Paloschi      | SPAL                  | svincolato |
| A        | Lorenzo Peresin       | Venezia               | prestito   |

| Cessioni | Cessioni            | Cessioni      | Cessioni      |
| R.       | Nome                | a             | Modalità      |
| -------- | ------------------- | ------------- | ------------- |
| P        | Filippo Gragnoli    |               | svincolato    |
| P        | Gianmarco Leggiero  |               | svincolato    |
| P        | Gianmaria Marcocci  |               | svincolato    |
| P        | Davide Narduzzo     |               | svincolato    |
| D        | Marco Carminati     | Giana Erminio | svincolato    |
| D        | Marco Crocchianti   |               | svincolato    |
| D        | Roberto De Angelis  | Cosenza       | fine prestito |
| D        | Vincenzo Guarino    | Casale        | svincolato    |
| D        | Riccardo Ilari      | Trastevere    | svincolato    |
| D        | Alessandro Martina  | Pistoiese     | svincolato    |
| D        | Samuele Ruggeri     |               | svincolato    |
| D        | Filippo Sette       |               | svincolato    |
| C        | Francesco Agnello   |               | svincolato    |
| C        | Giuseppe D'Iglio    |               | svincolato    |
| C        | Andrea De Falco     |               | svincolato    |
| C        | Adamo Haruna        | Spezia        | fine prestito |
| C        | Eros Schiavon       | Sant'Agostino | svincolato    |
| A        | Luca Forte          |               | svincolato    |
| A        | Gabriele Gibilterra | Lucchese      | svincolato    |
| A        | Marco Guidone       | Ravenna       | svincolato    |
| A        | Guglielmo Mignani   | Montevarchi   | svincolato    |
| A        | Luca Orlando        |               | svincolato    |
| A        | Fabio Padulano      | Nola          | svincolato    |

### Sessione invernale(dal 04/01 al 01/02)
| Acquisti | Acquisti               | Acquisti         | Acquisti   |
| R.       | Nome                   | da               | Modalità   |
| -------- | ---------------------- | ---------------- | ---------- |
| P        | Paolo Bastianello      | Frosinone        | definitivo |
| D        | Francesco De Francesco | Pescara          | definitivo |
| D        | Daniel Dumbrăvanu      | Genoa            | prestito   |
| D        | Lorenzo Laverone       |                  | svincolato |
| C        | Luca Crescenzi         | Como             | definitivo |
| C        | Steeve-Mike Eyango     | Genoa            | prestito   |
| C        | Matthew Guillaumier    | Ħamrun Spartans  | prestito   |
| A        | Matteo Ardemagni       | Frosinone        | definitivo |
| A        | Michael Fabbro         |                  | svincolato |
| A        | Heythem Kerbache       | Spartaks Jūrmala | prestito   |

| Cessioni | Cessioni              | Cessioni    | Cessioni      |
| R.       | Nome                  | a           | Modalità      |
| -------- | --------------------- | ----------- | ------------- |
| P        | Mattia Marocco        | Seregno     | prestito      |
| D        | Alberto Acquadro      | Vis Pesaro  | definitivo    |
| D        | Diego Conson          |             | svincolato    |
| D        | Matteo Darini         | Casale      | prestito      |
| D        | Luca Milesi           | AlbinoLeffe | definitivo    |
| D        | Andrea Morosi         | Poggibonsi  | prestito      |
| C        | Abdoul Aziz Sare      |             | svincolato    |
| A        | Óttar Magnús Karlsson | Venezia     | fine prestito |
| A        | Tòfol Montiel         | Fiorentina  | fine prestito |
| A        | Giordano Conti        | Genoa       | fine prestito |
| A        | Ignacio Lores Varela  | Cittadella  | svincolato    |
| A        | Lorenzo Peresin       | Venezia     | fine prestito |

## Risultati

### Serie C

#### Girone di andata
| Arbitro: | Centi (Terni) |

|                               |           |  |
| Cardoselli 2’ Varela 22’, 60’ | Marcatori |  |

| Teramo 5 settembre 2021, ore 17:30 CEST 2ª giornata | Teramo                    | 0 – 0 referto | Siena | Stadio Gaetano Bonolis (1 011 spett.)\| Arbitro: \| Ferrieri Caputi (Livorno) \| |
| Arbitro:                                            | Ferrieri Caputi (Livorno) |               |       |                                                                                  |

| Arbitro: | Zanotti (Rimini) |

|                                       |           |  |
| Paloschi 45’ Acquadro 55’ Montiel 89’ | Marcatori |  |

| Imola 19 settembre 2021, ore 17:30 CEST 4ª giornata | Imolese                    | 0 – 0 referto | Siena | Stadio Romeo Galli (528 spett.)\| Arbitro: \| Catanoso (Reggio Calabria) \| |
| Arbitro:                                            | Catanoso (Reggio Calabria) |               |       |                                                                             |

| Arbitro: | Acanfora (Castellammare di Stabia) |

|  |           |                         |
|  | Marcatori | 6’ Sciaudone 8’ Zamparo |

| Arbitro: | Milone (Taurianova) |

|  |           |                                   |
|  | Marcatori | 25’ Di Santo 51’ Terzi 52’ Varela |

| Siena 2 ottobre 2021, ore 17:30 CEST 7ª giornata | Siena              | 0 – 0 referto | Pistoiese | Stadio Artemio Franchi (2 005 spett.)\| Arbitro: \| Frascaro (Firenze) \| |
| Arbitro:                                         | Frascaro (Firenze) |               |           |                                                                           |

| Arbitro: | Zucchetti (Foligno) |

|              |           |              |
| Urbinati 26’ | Marcatori | 44’ Paloschi |

| Arbitro: | Caldera (Como) |

|            |           |  |
| Varela 80’ | Marcatori |  |

| Arbitro: | Calzavara (Varese) |

|                           |           |  |
| Murilo 49’ Volpicelli 83’ | Marcatori |  |

| Arbitro: | N. Marini (Trieste) |

|                |           |                |
| Pezzella 45+2’ | Marcatori | 47’ F. Ferrari |

| Arbitro: | Di Graci (Como) |

|                      |           |                         |
| Cittadino 66’ (rig.) | Marcatori | 31’ Acquadro 90’ Milesi |

| Arbitro: | Giordano (Novara) |

|             |           |                              |
| Disanto 55’ | Marcatori | 42’ Tremolada 50’ Paulo Azzi |

| Arbitro: | Pezzopane (L'Aquila) |

|                                         |           |                       |
| Disanto 49’ Caccavallo 52’ Karlsson 90’ | Marcatori | 58’ Brignani 68’ Udoh |

| Arbitro: | Madonia (Palermo) |

|              |           |  |
| Visconti 48’ | Marcatori |  |

| Arbitro: | Scatena (Avezzano) |

|           |           |                                        |
| Terzi 48’ | Marcatori | 52’ M. Salvi 76’ Moscati 90+4’ Artioli |

| Arbitro: | Maggio (Lodi) |

|                                 |           |                       |
| Rolfini 69’ Delcarro 77’, 90+5’ | Marcatori | 10’ Karlsson 57’ Bani |

| Arbitro: | Ferrieri Caputi (Livorno) |

|  |           |                     |
|  | Marcatori | 33’ (rig.) Magnaghi |

| Arbitro: | Panettella (Bari) |

|             |           |  |
| Candela 70’ | Marcatori |  |

#### Girone di ritorno
| Arbitro: | Caldera (Como) |

|                                 |           |             |
| Marcandella 37’ De Respinis 90’ | Marcatori | 66’ Favalli |

| Arbitro: | Andreano (Prato) |

|                           |           |              |
| Laverone 12’ Paloschi 51’ | Marcatori | 43’ D'Andrea |

| Arbitro: | Mucera (Palermo) |

|                                          |           |                |
| Battistella 48’ Giannetti 74’ Figoli 86’ | Marcatori | 14’ Caccavallo |

| Arbitro: | Maranesi (Ciampino) |

|                                 |           |                                  |
| Guberti 68’ (rig.) Terigi 90+2’ | Marcatori | 45+3’ (rig.) Liviero 51’ D'Alena |

| Arbitro: | F. Longo (Paola) |

|                    |           |  |
| Zamparo 28’ (rig.) | Marcatori |  |

| Arbitro: | Catanoso (Reggio Calabria) |

|                            |           |  |
| Paloschi 8’ Cardoselli 47’ | Marcatori |  |

| Arbitro: | Taricone (Perugia) |

|             |           |               |
| Pertica 26’ | Marcatori | 7’ T. Bianchi |

| Arbitro: | Perri (Roma) |

|                          |           |  |
| Terigi 2’ Cardoselli 54’ | Marcatori |  |

| Arbitro: | Scarpa (Collegno) |

|                                 |           |                      |
| Schenetti 11’, 37’ Magrassi 30’ | Marcatori | 45+1’ (rig.) Guberti |

| Siena 27 febbraio 2022, ore 14:30 CET 29ª giornata | Siena                              | 0 – 0 referto | Viterbese | Stadio Artemio Franchi (2 100 spett.)\| Arbitro: \| Carrione (Castellammare di Stabia) \| |
| Arbitro:                                           | Carrione (Castellammare di Stabia) |               |           |                                                                                           |

| Arbitro: | Grasso (Ariano Irpino) |

|                                   |           |                 |
| Favalli 44’ (aut.) F. Ferrari 55’ | Marcatori | 90+3’ Ardemagni |

| Arbitro: | Rutella (Enna) |

|                |           |                                   |
| Caccavallo 25’ | Marcatori | 47’ (rig.) Sainz-Maza 78’ D'Amico |

| Arbitro: | N. Marini (Trieste) |

|                      |           |            |
| Tremolada 32’ (rig.) | Marcatori | 24’ Fabbro |

| Olbia 19 marzo 2022, ore 14:30 CET 33ª giornata | Olbia               | 0 – 0 referto | Siena | Stadio Bruno Nespoli (257 spett.)\| Arbitro: \| Zucchetti (Foligno) \| |
| Arbitro:                                        | Zucchetti (Foligno) |               |       |                                                                        |

| Arbitro: | Gualtieri (Asti) |

|               |           |                     |
| T. Bianchi 3’ | Marcatori | 45+1’ (rig.) Minala |

| Grosseto 3 aprile 2022, ore 14:30 CEST 35ª giornata | Grosseto          | 0 – 0 referto | Siena | Stadio Carlo Zecchini (2 236 spett.)\| Arbitro: \| Giaccaglia (Jesi) \| |
| Arbitro:                                            | Giaccaglia (Jesi) |               |       |                                                                         |

| Arbitro: | Bordin (Bassano del Grappa) |

|                  |           |              |
| Cardoselli 90+2’ | Marcatori | 51’ Delcarro |

| Arbitro: | Bozzetto (Bergamo) |

|                      |           |                          |
| Crescenzi 84’ (aut.) | Marcatori | 43’ Bani 90+1’ Ardemagni |

| Siena 23 aprile 2022, ore 17:30 CEST 38ª giornata | Siena                              | 0 – 0 referto | Cesena | Stadio Artemio Franchi (2 735 spett.)\| Arbitro: \| Acanfora (Castellammare di Stabia) \| |
| Arbitro:                                          | Acanfora (Castellammare di Stabia) |               |        |                                                                                           |

### Coppa Italia Serie C
| Arbitro: | Di Cicco (Lanciano) |

|                                 |                      |                                    |
| Guberti 60’                     | Marcatori            | 33’ (rig.) E. Marchi               |
| Terigi Marcellusi Farcas Varela | Tiri di rigore 3 – 1 | Capece Rovaglia Pistolesi Sperotto |

| Arbitro: | Madonia (Palermo) |

|              |           |  |
| Birligea 49’ | Marcatori |  |

## Statistiche

### Statistiche di squadra
| Competizione         | Punti | In casa | In casa | In casa | In casa | In casa | In casa | In trasferta | In trasferta | In trasferta | In trasferta | In trasferta | In trasferta | Totale | Totale | Totale | Totale | Totale | Totale | DR |
| Competizione         | Punti | G       | V       | N       | P       | Gf      | Gs      | G            | V            | N            | P            | Gf           | Gs           | G      | V      | N      | P      | Gf     | Gs     | DR |
| -------------------- | ----- | ------- | ------- | ------- | ------- | ------- | ------- | ------------ | ------------ | ------------ | ------------ | ------------ | ------------ | ------ | ------ | ------ | ------ | ------ | ------ | -- |
| Serie C              | 44    | 19      | 7       | 7       | 5       | 24      | 18      | 19           | 3            | 7            | 9            | 16           | 23           | 38     | 10     | 14     | 14     | 40     | 41     | -1 |
| Coppa Italia Serie C | -     | 1       | 0       | 1       | 0       | 1       | 1       | 1            | 0            | 0            | 1            | 0            | 1            | 2      | 0      | 1      | 1      | 1      | 2      | -1 |
| Totale               | 44    | 20      | 7       | 8       | 5       | 25      | 19      | 20           | 3            | 7            | 10           | 16           | 24           | 40     | 10     | 15     | 15     | 41     | 43     | -2 |

### Andamento in campionato
| Giornata  | 1 | 2 | 3 | 4 | 5 | 6 | 7 | 8 | 9 | 10 | 11 | 12 | 13 | 14 | 15 | 16 | 17 | 18 | 19 | 20 | 21 | 22 | 23 | 24 | 25 | 26 | 27 | 28 | 29 | 30 | 31 | 32 | 33 | 34 | 35 | 36 | 37 | 38 |
| --------- | - | - | - | - | - | - | - | - | - | -- | -- | -- | -- | -- | -- | -- | -- | -- | -- | -- | -- | -- | -- | -- | -- | -- | -- | -- | -- | -- | -- | -- | -- | -- | -- | -- | -- | -- |
| Luogo     | C | T | C | T | C | T | C | T | C | T  | C  | T  | C  | C  | T  | C  | T  | C  | T  | T  | C  | T  | C  | T  | C  | T  | C  | T  | C  | T  | C  | T  | T  | C  | T  | C  | T  | C  |
| Risultato | V | N | V | N | P | V | N | N | V | P  | N  | V  | P  | V  | P  | P  | P  | P  | P  | P  | V  | P  | N  | P  | V  | N  | V  | P  | N  | P  | P  | N  | N  | N  | N  | N  | V  | N  |
| Posizione | 1 | 2 | 1 | 2 | 7 | 4 | 4 | 4 | 4 | 6  | 6  | 5  | 5  | 4  | 4  | 5  | 7  | 10 | 12 | 13 | 12 | 11 | 13 | 13 | 9  | 9  | 8  | 8  | 11 | 12 | 12 | 13 | 12 | 12 | 13 | 14 | 11 | 13 |

Legenda:

Luogo: C = Casa; T = Trasferta. Risultato: V = Vittoria; N = Pareggio; P = Sconfitta.